# ستيفن ألتشول
ستيفن ألتشول (بالإنجليزية: Stephen Altschul) هو عالم حاسوب ورياضياتي أمريكي، ولد في 28 فبراير 1957.